# الريد (حالمين)

تعديل مصدري - تعديل

الريـد هي إحدى قرى عزلة حبيل الريدة بمديرية حالمين التابعة لمحافظة لحج، بلغ تعداد سكانها 188 نسمة حسب تعداد اليمن لعام 2004.